# Saarlodris
Die Saarlodris sind Zeichentrickfiguren, die der Saarländische Rundfunk im Rahmen des ARD-Vorabendprogramms als Werbetrenner einsetzt.

## Geschichte
Die zunächst dreiköpfige Zeichentrick-Familie, bestehend aus Vater, Mutter und Sohn, ging erstmals im November 1984 auf Sendung. Ihr geistiger und künstlerischer Vater ist Gerhard Hahn, Leiter der Zeichentrick-Schmiede Hahn Film AG in Berlin, die auch die Zeichentrickfilme zu Bibi Blocksberg, Benjamin Blümchen und Werner produziert. Er entwarf die Figuren und skizzierte sie erstmals auf einem Bierdeckel. Die statt Haaren und Kleidung Blätter tragenden grünen Menschlein wollte er zum Sympathieträger des „durch großen Baumbestand gekennzeichneten Saarlands“ machen. Tatsächlich waren sie nicht die ersten sogenannten Werbetrenner des Saarlandes. Von 1959 bis 1971 übernahm diese Rolle der Schlossgeist Kunibert, der im Schloss Halberg sein Unwesen treiben sollte, sowie von 1971 bis 1983 „der kleine Ritter“, der ebenfalls auf Schloss Halberg leben sollte.
1989 wuchs die Familie und ein Saarlodri-Mädchen ergänzte das Trio in den Spots. 2008 waren die Saarlodris zum vorerst letzten Mal als Werbetrenner zu sehen; sie blieben jedoch weiterhin als Symbol- und Identifikationsfiguren des Saarländischen Rundfunks aktiv und schmückten Broschüren und Publikationen des SR. Seit Ende 2020 sind sie in einer computeranimierten 3D-Variante wieder auf Sendung. Auch die neue Version der Saarlodris stammt von Hahn Film.
Für den lokalen Anstrich der kurzen Trickfilme sorgten bis 2008 Cindy & Bert, die beide aus dem Saarland stammen. Durch das Schlagerduo konnten sie in saarländischer Mundart reden und häufig auch singen. Die Tonaufnahmen entstanden dabei nicht in Berlin, sondern in einem Studio in Homburg-Einöd. Bert sprach dabei den „Babba“ und Cindy Berger synchronisierte die „Mamma“ und beide Kinder.

## Neuauflage
Ende 2020 startete das SR Fernsehen ein Comeback seiner Maskottchen, diesmal computeranimiert in 3D-Optik. Als Synchronstimmen sind nun Verena Sierra (Mama), Christian Job (Babba) und Celina Fries (Mädchen und Bub) zu hören. Insgesamt entstanden etwa 60 neue Spots. Auch die neue Version der Saarlodris stammt von Hahn Film.

## Musik
In vielen der Spots singen die Saarlodris Lieder, die von Bert komponiert, getextet und eingespielt wurden. Vor allem die einleitenden und abschließenden Spots, mit denen jede Werbesendung begann und endete, wurden so ein Markenzeichen im regionalen Vorabendprogramm. Der Text des wohl bekanntesten Jingles lautet:
Mir sin' die Saarlodris,
doh guggen 'er, ei joh,
die Mamma, der Babba
und ich bin ah' noch doh!

## Name
Ihren Namen erhielten die Saarlodris durch die Ausschreibung eines Wettbewerbs im Aktuellen Bericht, dem regionalen Nachrichtenmagazin des SR. Die Zuschauer waren aufgerufen, Namensvorschläge einzusenden. Unter den Einsendungen waren unter anderem die folgenden eingegangen:
- Wusselchjer
- Kleeblättchen
- Schlipp-Schlapp-Schluhri
- Mäckesjer

Der letztendlich ausgewählte Name „Die Saarlodris“ setzt sich aus den Begriffen Saar und möglicherweise Hallodri (Schelm, Tu-nicht-gut) zusammen.

## Über die Kurzfilmchen hinaus

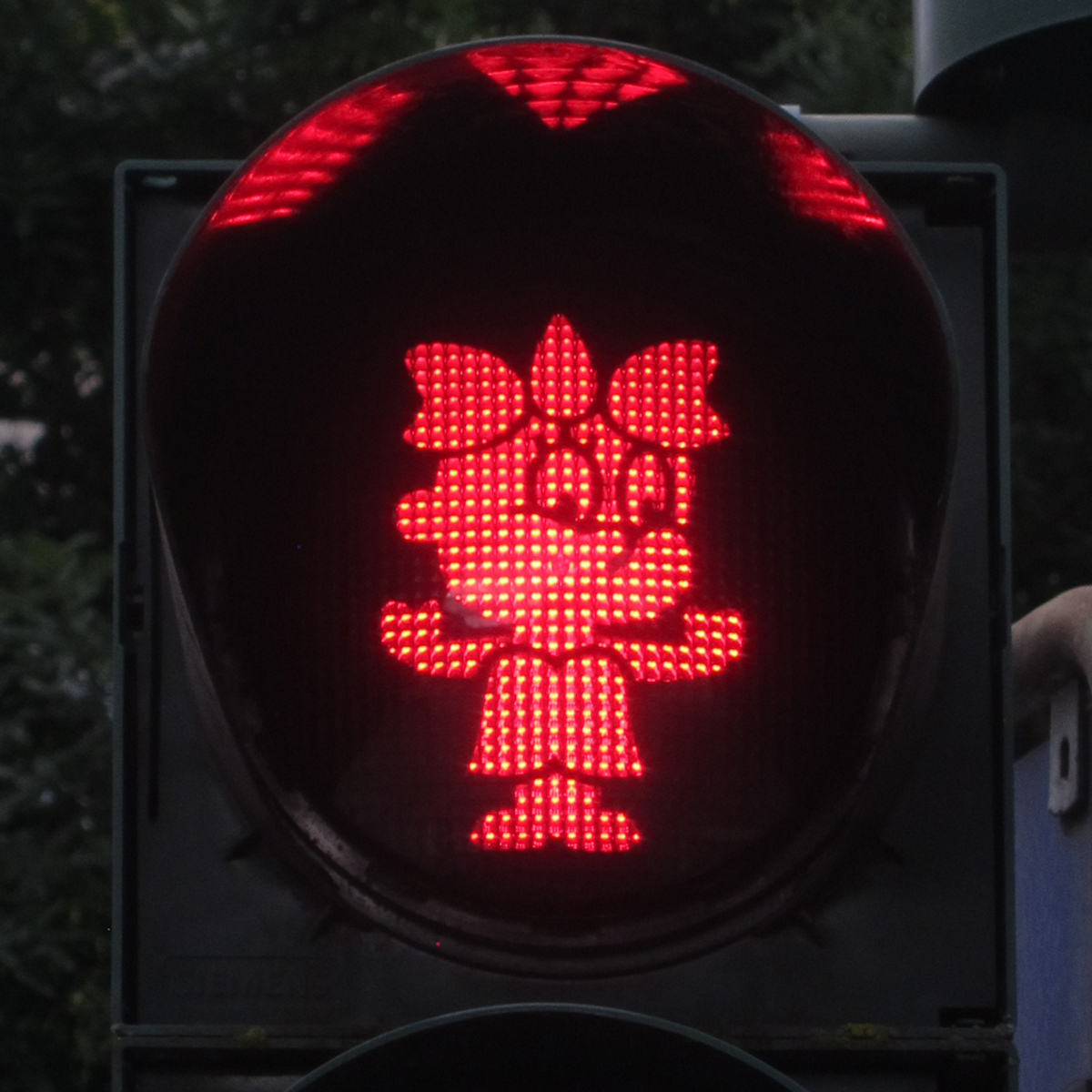
Ampelmännchen in Saarbrücken

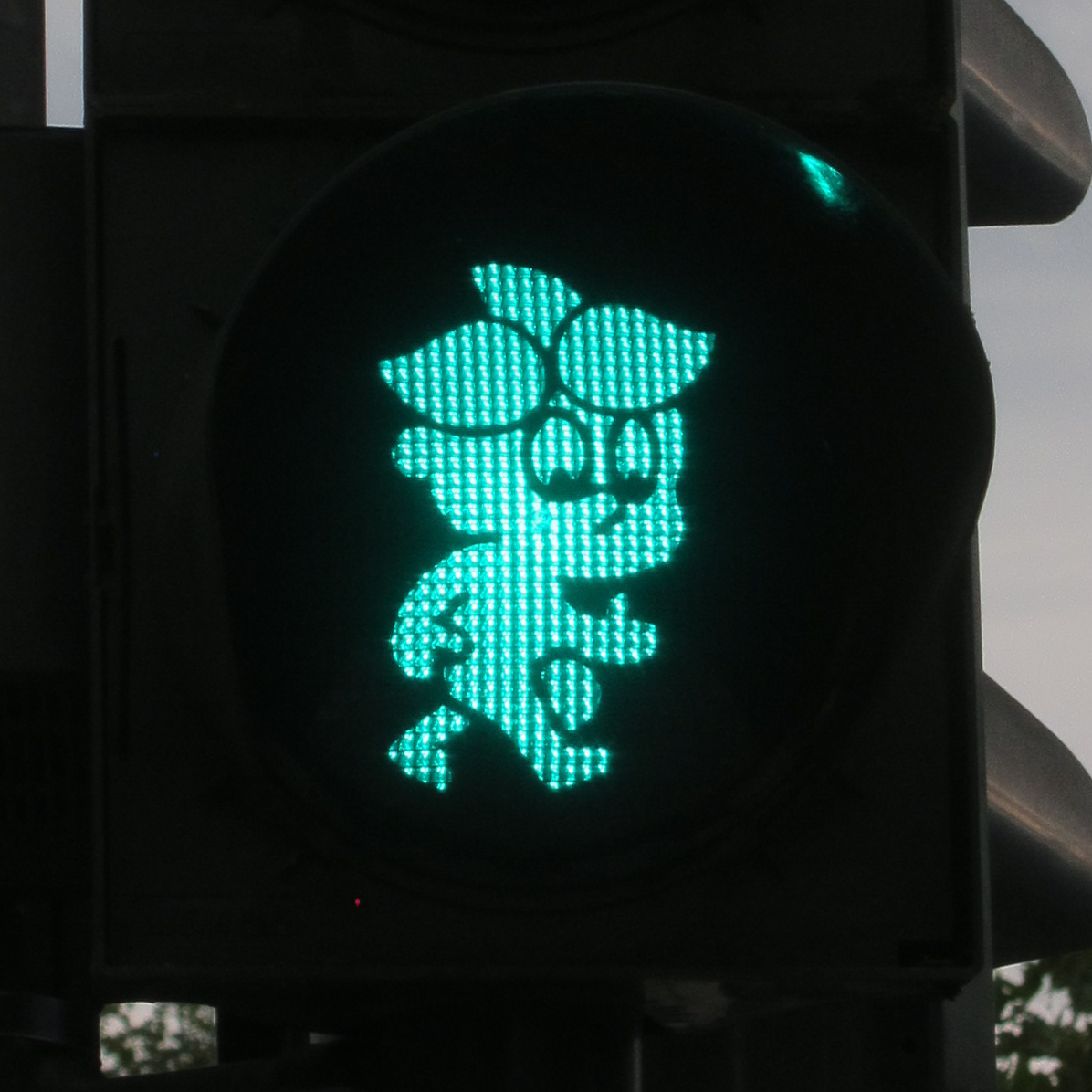
Ampelmännchen in Saarbrücken

Die große Akzeptanz, die die Saarlodris in der Bevölkerung im Laufe der Zeit erlangten, spiegelt sich unter anderem im breiten Spektrum der Merchandising-Produkte, die Motive der grünen Familie zierten und ziert. Dazu gehören unter anderem  Kunststofffiguren, T-Shirts und Trainingsanzüge, Spielbälle, aufblasbare Figuren und – wohl am bekanntesten – die bebilderten Senfgläser der Firma Amora.
Zum zehnjährigen Jubiläum der saarländischen Kultfiguren, die schon kurze Zeit nach der ersten Ausstrahlung ihren ersten eigenen Fanclub hatten, veröffentlichte der Saarländische Rundfunk im Jahre 1994 eine etwa dreißigminütige Video-Dokumentation von Wolfgang Felk (Drehbuch, Regie) und Manfred Spoo (Drehbuch, Moderation) auf VHS-Kassetten.
35 Jahre nach ihrem Debüt im TV wurden in Saarbrücken acht Ampelanlagen mit Saarlodri-Motiven eingeweiht. Das Mädchen symbolisiert das stehende Ampelmännchen, während der Junge das gehende Ampelmännchen darstellt. Eine weitere Ampelanlage folgte am Fuße des Halbergs, wo es zur Zentrale des SR geht.
2018 sorgte ein Post des Schlagzeugers Questlove auf Instagram für Aufsehen. In dem Post, der sein Buch Creative Quest ankündigte, war ein Saarlodri zu sehen. Der Astronaut Matthias Maurer nahm einen Saarlodri mit auf die Weltraummission Cosmic Kiss.